# IJF World Tour 2021
Il IJF World Tour 2021 è la tredicesima edizione del circuito dell'International Judo Federation, composto da una serie di tornei internazionali di judo.
È iniziato l'11 gennaio e si è concluso il 28 novembre, è composto da 12 tappe in 12 stati diversi situati  in Europa e Asia. 
Durante questa edizione si sono volte le seguenti competizioni:
- 1 torneo Olimpico
- 1 campionato del mondo
- 1 torneo World Master
- 8 Grand Slam
- 1 Grand Prix

Il 2021 è stato l'unico anno, fino ad oggi, durante il quale si sono svolte tutte le 5 maggiori competizioni sportive internazionali.

## I tornei
| Nº | Torneo                      | Sede                           | Data              | Resoconto | Rif.   |
| -- | --------------------------- | ------------------------------ | ----------------- | --------- | ------ |
| 1  | World Masters               | Qatar, Doha                    | 11 - 13 gennaio   | resoconto | [ 1 ]  |
| 2  | Tel Aviv Grand Slam         | Israele, Tel Aviv              | 18 - 20 febbraio  | resoconto | [ 2 ]  |
| 3  | Tashkent Grand Slam         | Uzbekistan, Tashkent           | 05 - 07 marzo     | resoconto | [ 3 ]  |
| 4  | Tbilisi Grand Slam          | Georgia, Tbilisi               | 26 - 28 marzo     | resoconto | [ 4 ]  |
| 5  | Antalya Grand Slam          | Turchia, Adalia                | 01 - 03 aprile    | resoconto | [ 5 ]  |
| 6  | Kazan Grand Slam            | Russia, Kazan'                 | 05 - 07 maggio    | resoconto | [ 6 ]  |
| 7  | World Championships Seniors | Ungheria, Budapest             | 06 - 12 giugno    | resoconto | [ 7 ]  |
| 8  | Olympic Games               | Giappone, Tokyo                | 24 - 30 luglio    | resoconto | [ 8 ]  |
| 9  | Zagreb Grand Prix           | Croazia, Zagreb                | 24 - 26 settembre | resoconto | [ 9 ]  |
| 10 | Paris Grand Slam            | Francia, Parigi                | 16 - 17 ottobre   | resoconto | [ 10 ] |
| 11 | Baku Grand Slam             | Azerbaigian, Baku              | 05 - 07 novembre  | resoconto | [ 11 ] |
| 12 | Abu Dhabi Grand Slam        | Emirati Arabi Uniti, Abu Dhabi | 26 - 28 novembre  | resoconto | [ 12 ] |